# Ancylis sederana
Ancylis sederana is een vlinder uit de familie bladrollers (Tortricidae). De wetenschappelijke naam is voor het eerst geldig gepubliceerd in 1915 door Chrétien.
De soort komt voor in tropisch Afrika.